# Cihuaehccayotl
Dans la mythologie aztèque, Cihuaehccayotl est le dieu du vent de l’Ouest. Il est le fils de Ehecatl, dieu personnifiant le vent.